# Secțiune eficace (fizică)
Atunci când două particule interacționează, secțiunea eficace mutuală a acestora este aria transversală la mișcarea lor relativă, în care acestea trebuie să se întâlnească pentru a se împrăștia una față de cealaltă. Dacă particulele sunt sfere inelastice dure care interacționează numai prin contact, secțiunea lor eficace de împrăștiere este proporțională cu mărimea lor geometrică. Dacă particulele interacționează prin intermediul unei forțe ce acționează (de) la distanță, precum electromagnetismul sau gravitația, secțiunea lor eficace de împrăștiere este de obicei mai mare decât mărimea lor geometrică. Atunci când o secțiune eficace este specificată ca o funcție de o anumită variabilă de stare finală, precum unghiul sau energia particulei, aceasta este denumită secțiune eficace diferențială. Atunci când o secțiune eficace este integrată peste toate unghiurile de împrăștiere (sau alte variabile), aceasta este denumită secțiune eficace totală. Secțiunile eficace sunt notate de obicei prin σ (sigma) și se măsoară în unități de suprafață.
Secțiuni eficace de împrăștiere pot fi definite în fizica nucleară, atomică și a particulelor pentru coliziunile fasciculelor accelerate, formate dintr-un anumit tip de particule, cu ținte (staționare sau în mișcare), formate dintr-un al doilea tip de particule. Probabilitatea producerii oricărei reacții este proporțională cu secțiunea sa eficace. Astfel, specificarea secțiunii eficace pentru o anumită reacție este echivalentă cu declararea probabilității de realizare a unui anumit proces de împrăștiere.
Viteza de reacție măsurată a unui proces depinde în mare măsură de variabile experimentale precum densitatea materialului țintă, intensitatea fasciculului, eficiența de detecție a echipamentului, sau de unghiul de detecție al detectorului. Totuși, aceste cantități pot fi eliminate, permițând măsurarea secțiunii eficace de la baza coliziunii celor două particule.
Secțiunile eficace diferențiale și totale de împrăștiere sunt printre cele mai importante cantități măsurabile din fizica nucleară, atomică și a particulelor.

## Coliziune între particule de gaz

Figura 1. Într-un gaz format din particule cu diametrul individual 2r, secțiunea eficace σ, pentru coliziuni este corelată cu densitatea numerică de particule n și parcursul liber mediu între coliziuni λ.

Într-un gaz format din particule cu mărime finită se produc coliziuni între particule, care depind de dimensiunea secțiunii eficace a acestora. Distanța medie pe care o particulă o parcurge între coliziuni depinde de densitatea particulelor de gaz. Relația dintre aceste cantități (mărimi fizice) este
{\displaystyle \sigma ={\frac {1}{n\lambda }},}
unde
σ este secțiunea eficace pentru coliziunea a două particule (unități SI: m2),
λ este parcursul liber mediu  între coliziuni (unități SI: m),
n este densitatea numerică a particulelor țintă (unități SI: m−3).
Dacă particulele din gaz pot fi tratate ca sfere dure de rază r care interacționează prin contact direct, așa cum se vede în Figura 1, atunci secțiunea eficace efectivă pentru coliziunea unei perechi este
{\displaystyle \sigma =\pi \left(2r\right)^{2}}
Dacă particulele din gaz interacționează prin intermediul unei forțe cu o rază de acțiune mai mare decât mărimea lor fizică, atunci secțiunea eficace este o suprafață efectivă mai mare care poate să depindă de un număr de variabile, precum energia particulelor.
Secțiunile eficace se pot calcula pentru coliziuni atomice dar se folosesc și în domeniul subatomic. De exemplu, în fizica nucleară un „gaz” format din neutroni de energie joasă, se ciocnește cu nucleele dintr-un reactor sau alt dispozitiv nuclear, cu o secțiune eficace dependentă de energie și prin urmare, cu un parcurs liber mediu între coliziuni bine definit.

## Atenuarea unui fascicul de particule
Dacă un fascicul de particule intră într-un strat subțire de material având grosimea dz, fluxul Φ al fasciculului va descrește cu dΦ conform
{\displaystyle {\frac {\mathrm {d} \Phi }{\mathrm {d} z}}=-n\sigma \Phi ,}
unde σ este secțiunea eficace totală a tuturor evenimentelor, cuprinzând împrăștierea, absorbția, sau transformarea într-o altă specie. Densitatea numerică a centrelor de împrăștiere este notată cu n. Soluția acestei ecuații arată atenuarea exponențială a intensității fasciculului:
{\displaystyle \Phi =\Phi _{0}e^{-n\sigma z},}
unde Φ0 este fluxul inițial, iar z este grosimea totală a materialului. Pentru lumină, aceasta se numește Legea Beer–Lambert.

## Secțiune eficace diferențială
Pentru o măsurătoare din mecanica clasică, în care o singură particulă este împrăștiată de o singură particulă țintă staționară, prin convenție, se folosște un sistem de coordonate sferice, având ținta așezată în origine și axa z a acestui sistem de coordonate aliniată cu fasciculul incident. Unghiul θ este unghiul de împrăștiere, măsurat între fasciculul incident și fasciculul împrăștiat, iar φ este unghiul azimutal.
Aceasta este o funcție de unghiul de împrăștiere (dar și de parametrul de impact), plus alte observabile, precum impulsul particulei incidente.
Secțiunea eficace diferențială este o cantitate utilă în numeroase deomenii ale fizicii, iar măsurarea acesteia poate revela foarte multe despre structura internă a particulelor țintă. De exemplu, secțiunea diferențială a împrăștierii Rutherford a furnizat dovezi clare ale existenței nucleului atomic.
Ca variabile independente pentru secțiunile eficace diferențiale, se folosesc unghiul solid sau transferul de impuls.
Secțiunile eficace diferențiale ale împrăștierilor inelastice conțin vărfuri de rezonanță care indică crearea de stări metastabile și informații despre energia și timpul de viață al acestora.

## Împrăștiere cuantică
În formalismul independent de timp al împrăștierii cuantice, funcția de undă inițială (înainte de împrăștiere) este considerată o undă plană cu un impuls k definit:
{\displaystyle \phi _{-}(\mathbf {r} )\;{\stackrel {r\to \infty }{\longrightarrow }}\;e^{ikz},}
unde z și r sunt coordonatele relative între proiectil și țintă. Săgeata înseamnă că este descris numai comportamentul asimptotic al funcției de undă când proiectilul și ținta sunt prea separate pentru ca interacțiunea să aibă vreun efect.
O secțiune eficace este o măsură a ariei suprafeței efective văzută de particulele incidente și se exprimă în unități de suprafață. Secțiunea eficace a două particule (adică observată când cele două particule se ciocnesc între ele) este o măsură a evenimentului de interacțiune dintre cele două particule. Secțiunea eficace este proporțională cu probabilitatea ca o interacțiune să aibă loc; de exemplu într-un simplu experiment de împrăștiere numărul de particule împrăștiate în unitatea de timp (curentul de particule împrăștiate Ir) depinde numai de numărul de particule incidente în unitatea de timp (curentul de particule incidente Ii), caracteristicile țintei (de exemplu numărul de particule din unitatea de suprafață N) și de tipul de interacțiune.

## Unități
Deși unitatea SI pentru secțiunea eficace totală este m2, de obicei se folosesc unități mai mici.
În fizica nucleară și a particulelor, unitatea convențională este barnul b, unde 1 b = 10−28 m2 = 100 fm2. Unitățile prefixate mai mici, ca mb și μb sunt de asemenea folosite. Secțiunea eficace diferențială se poate măsura în unități precum mb/sr.
Atunci când radiația împrăștiată este lumina vizibilă, se obișnuiește măsurarea lungimii drumului (parcursului) în centimetri. Pentru a evita nevoia de factori de conversie, secțiunea eficace de împrăștiere este exprimată în cm2, iar concentrația numerică în cm−3. Măsurarea împrăștierii luminii vizibile se numește nefilometrie, și se folosește pentru particule cu diamteru de 2–50 µm și se aplică pe larg în meteorologie și în măsurarea poluării atmosferice.
Și împrăștierea razelor X poate fi descrisă prin intermediul secțiunilor eficace de împrăștiere, iar ångströmul pătrat este o unitate obișnuită: 1 Å2 = 10−20 m2 = 10000 pm2 = 108 b.